# Танджент (Орегон)
Танджент (англ. Tangent) — місто (англ. city) в США, в окрузі Линн штату Орегон. Населення — 1231 особа (2020).

## Географія
Танджент розташований за координатами 44°32′52″ пн. ш. 123°6′39″ зх. д. / 44.54778° пн. ш. 123.11083° зх. д. (44.547690, -123.110935).  За даними Бюро перепису населення США в 2010 році місто мало площу 9,78 км², уся площа — суходіл.

## Демографія
Згідно з переписом 2010 року, у місті мешкали 1164 особи в 410 домогосподарствах у складі 315 родин. Густота населення становила 119 осіб/км².  Було 433 помешкання (44/км²).
Расовий склад населення:
| - 89,4 % — білих - 0,8 % — корінних американців - 0,3 % — азіатів - 0,2 % — вихідців з тихоокеанських островів - 0,2 % — чорних або афроамериканців - 4,6 % — осіб інших рас |

До двох чи більше рас належало 4,5 %. Частка іспаномовних становила 8,4 % від усіх жителів.
За віковим діапазоном населення розподілялося таким чином: 29,2 % — особи молодші 18 років, 58,0 % — особи у віці 18—64 років, 12,8 % — особи у віці 65 років та старші. Медіана віку мешканця становила 36,7 року. На 100 осіб жіночої статі у місті припадало 97,6 чоловіків;  на 100 жінок у віці від 18 років та старших — 93,0 чоловіків також старших 18 років.
Середній дохід на одне домашнє господарство  становив 53 992 долари США (медіана — 44 643), а середній дохід на одну сім'ю — 64 746 доларів (медіана — 60 139). Медіана доходів становила 48 125 доларів для чоловіків та 32 386 доларів для жінок. За межею бідності перебувало 15,2 % осіб, у тому числі 16,6 % дітей у віці до 18 років та 5,2 % осіб у віці 65 років та старших.
Цивільне працевлаштоване населення становило 408 осіб. Основні галузі зайнятості: освіта, охорона здоров'я та соціальна допомога — 29,9 %, роздрібна торгівля — 15,0 %, виробництво — 13,2 %.